# Метаболизам угљених хидрата
Гладак ендоплазматични ретикулум је ћелијска органела у којој се одвија омањи број реакција метаболизма угљених хидрата. У јетри, на пример, полисахарид се претвара реакцијом у гликоген, који ће бити трансформисан у глукозу, која ће затим наћу пут до крвотока. Међутим један корак између гликогена и глукозе је фосфатна глукоза, јон, који може довести до фаталних проблема уколико би се као такав нашао у крвотоку. Да би се избегао овај проблем, ендоплазматични ретикулум уклаља овај јон, и омогућава глукози одлазак у крвоток.